# Volharding Olympia Combinatie
El Volharding Olympia Combinatie (VOC) és un club de cricket i futbol de Rotterdam, Països Baixos. El seu camp és l'Sportpark Hazelaarweg, a Hillegersberg-Schiebroek.

## Història
El VOC es va formar l'1 de gener de 1904 com a fusió de l'RC & VV Volharding (1 de gener de 1895) i RV & CV Olympia (23 de maig de 1885). La data de fundació del Volharding es manté com a data d'establiment oficial. El 1905 i el 1907 el futbol VOC va guanyar la copa nacional.
El futbol de la primera plantilla masculí va ascendir el 2019 a la Hoofdklasse, i va guanyar un campionat a l'Eerste Klasse.

## Antics jugadors
- Anton Bakker
- Anton Hörburger
- Arnold Hörburger
- Geert den Ouden
- Dirk van Prooye
- Jan van der Sluis
- Thomas Verhaar
- Martijn de Vries
- Wally van Weelde
- Bas Zuiderant

## Palmarès
- Copa neerlandesa de futbol:[3]
  - 1905, 1907

## Criquet
El primer equip juga a la Topklasse, la màxima divisió nacional. Fou vuit cops campió entre 1974 i 1994.
- Lliga neerlandesa de criquet:
  - 1932 (compartit), 1965, 1974, 1975, 1977, 1982, 1983, 1984, 1987, 1994, 2018